# گرودیگ
گرودیگ (به آلمانی: Grödig) یک منطقهٔ مسکونی در اتریش است که در ناحیه زالتسبورگ-اومگه‌بونگ واقع شده‌است. گرودیگ ۲۳ کیلومتر مربع مساحت دارد ۴۴۶ متر بالاتر از سطح دریا واقع شده‌است.